# Карингтон—Кутиљеров план
Карингтон—Кутиљеов план, познат и као Лисабонски споразум, мировни је план који су предложили Питер Карингтон (Peter Carington) и Жозе Кутиљеро (José Cutileiro), као резултат мировне конференције одржане у фебруару 1992. у покушају да се спријечи рат у БиХ. План је предлагао етничку консолидацију на свим административним нивоима и давање већих овлашћења локалним властима на штету централне власти. Међутим, сви окрузи би било класификовани као муслимански, српски и хрватски, чак и ако не би постојала одређена етничка већина.
Народна скупштина Српске Републике Босне и Херцеговине је 11. марта 1992. једногласно одбацила план, предлажући нови план по коме би Срби имали контролу на око двије трећине Босне и Херцеговине, стварајући тиме муслиманске и хрватске енклаве без територијалног јединства. Овај план је одбио Кутиљеро, али је изнио приједлог у коме је стајало да ће три националне јединице бити „засноване на национални принципима, узимајући у обзир економске, географске и друге критеријуме”.
Дана 18. марта 1992. године, све три стране су потписале споразум, Алија Изетбеговић је за Муслимане, Радован Караџић за Србе и Мате Бобан за Хрвате.
Дана 28. марта 1992. године, након састанка са америчким амбасадором у Југославији Вореном Зимерманом у Сарајеву, Изетбеговић је повукао свој потпис и исказао своје противљење било каквој подјели Босне и Херцеговине.